# Nergaleres
Nergaleres, Nergal-eres, Nergaleris ou Nergal-eris (em acádio: Nergal-eriš; fl. 803−775 a.C.), também escrito Nergalerixe ou Nergal-erixe, foi um oficial de alta patente do Império Neoassírio, provavelmente eunuco, mencionado em várias estelas de pedra do reinado do rei assírio Adadenirari III (r. 810–783 a.C.).

## Governo
Inicialmente, Nergaleres era governador de Rasapa, uma província de localização incerta, mas que provavelmente estava situada nas imediações do rio Cabur, ao sul das montanhas Sinjar. Nessa posição, em 803/802 a.C., realizou uma expedição contra uma região chamada Baalu.
Em 797 a.C., por decreto real, Nergaleres foi agraciado com o governo de Hindanu. Em 796 a.C., segundo uma estela erigida por ele em homenagem a Adadenirari, marchou contra o Reino de Arã-Damasco em auxílio ao Reino de Israel que à época estava sendo molestado pelos arameus. Em data posterior, sua autoridade foi estendida muito mais e incluiu boa parte da al-Jazira (Mesopotâmia Superior) delimitada pelo uádi Tartar, o Cabur e o médio Eufrates; Mari estava entre seus domínios. Em 775/774 a.C., segundo a Lista epônima assíria, Nergaleris marchou contra o monte Líbano.